# Cheilotrichia palauensis
Cheilotrichia palauensis är en tvåvingeart som beskrevs av Alexander 1972. Cheilotrichia palauensis ingår i släktet Cheilotrichia och familjen småharkrankar. Inga underarter finns listade i Catalogue of Life.